# Carignan
Carignan è un comune francese di 3 229 abitanti situato nel dipartimento delle Ardenne nella regione del Grand Est.
Il suo territorio è bagnato dalle acque del fiume Chiers.
Nel 1662 la cittadina, già chiamata Yvoy o Yvois e divenuta francese con il Trattato dei Pirenei nel 1659 (fino ad allora si trovava in Lussemburgo, allora parte dei Paesi Bassi spagnoli), cambiò nome nell'attuale in onore di Eugenio Maurizio di Savoia-Soissons (figlio del Principe di Carignano) che l'ottenne in feudo come ducato.

## Amministrazione

### Gemellaggi
- Weinsberg, dal 1995

## Società

### Evoluzione demografica
Abitanti censiti